# La Misión
La Misión est une ville de l'État de Sonora, au Mexique.